# Бенијамино Ђиљи (Мачерата)
Бенијамино Ђиљи (итал. Beniamino Gigli) насеље је у Италији у округу Мачерата, региону Марке.
Према процени из 2011. у насељу је живело 43 становника. Насеље се налази на надморској висини од 109 м.